# Biblia lubelska
Biblia lubelska – przekład Biblii z języków oryginalnych dokonywany w środowisku szkoły biblijnej Katolickiego Uniwersytetu Lubelskiego. Od roku 1991 do 2023 ukazało się 33 zeszyty składające się na kolejne księgi Biblii. Pierwszymi redaktorami byli Lech Stachowiak (ST) oraz Józef Kudasiewicz (NT), a kolejnymi Antoni Tronina (ST) oraz Antoni Paciorek (NT). Od 2020 r. redaktorem serii jest ks. Adam Kubiś.
Część przekładów wywodzi się z tradycji tzw. Komentarzy KUL-owskich, czyli naukowych edycji Starego i Nowego Testamentu ukazujących się od 1958 do 2020 r.
Poszczególne zeszyty zawierają informacje wstępne o księdze (np. autor, czas i miejsce powstania, tekst, kanoniczność, struktura, tło historyczno-kulturowe, teologia), tłumaczenie (zwykle jednej, dwóch lub trzech ksiąg), sigla miejsc paralelnych do danego tekstu, komentarz – eksponowany równolegle z tekstem biblijnym. Niektóre tomy zawierają także przedmowę, ekskursy tematyczne i bibliografię. Zamierzeniem autorów jest, aby profil komentarzy Biblii lubelskiej pozostał popularnonaukowy.
Spośród ksiąg Nowego Testamentu przełożono Ewangelie, Dzieje Apostolskie, listy św. Pawła, listy katolickie oraz Apokalipsę św. Jana. Przełożono też dużą część ksiąg Starego Testamentu.
Jako pierwszy tom ukazał się przekład i komentarz do Księgi Izajasza (1991), autorstwa Lecha Stachowiaka. Nakład wynosił 10 tys. egzemplarzy. Do składu zeszyt oddano w sierpniu 1988 r., a druk ukończono w kwietniu 1991 r. Imprimatur, wydane przez bp. Ryszarda Karpińskiego, ówczesnego wikariusza generalnego diecezji lubelskiej, tom otrzymał 12 X 1990. Komentarz do Ewangelii Mateusza doczekał się dwóch wydań: pierwszego w 1995 r. (nakład 5000 egz.) i drugiego w 2004 r.

## Lista wydanych tomów
Daty wydania i autorzy przekładów na podstawie strony internetowej wydawnictwa KUL.

### Nowy Testament
| Księgi                                                                | Autor przekładu                    | Rok wydania |
| --------------------------------------------------------------------- | ---------------------------------- | ----------- |
| Ewangelia według św. Mateusza                                         | Józef Homerski                     | 1995        |
| Ewangelia według św. Marka                                            | Hugolin Langkammer                 | 2004        |
| Ewangelia według św. Łukasza                                          | Hugolin Langkammer                 | 2005        |
| Ewangelia według św. Jana                                             | Antoni Paciorek                    | 2000        |
| Dzieje Apostolskie                                                    | Hugolin Langkammer                 | 2008        |
| List do Rzymian                                                       | Hugolin Langkammer                 | 1999        |
| Pierwszy i Drugi List do Koryntian                                    | Hugolin Langkammer                 | 1998        |
| List do Galatów                                                       | Hugolin Langkammer                 | 1999        |
| List do Efezjan                                                       | Hugolin Langkammer                 | 2001        |
| List do Filipian                                                      | Hugolin Langkammer                 | 2001        |
| List do Kolosan                                                       | Antoni Tronina, Antoni Paciorek    | 2002        |
| Pierwszy i Drugi List do Tesaloniczan                                 | Hugolin Langkammer                 | 2008        |
| Listy pasterskie: Pierwszy i Drugi List do Tymoteusza, List do Tytusa | Hugolin Langkammer                 | 2006        |
| List do Filemona                                                      | Hugolin Langkammer                 | 2003        |
| List do Hebrajczyków                                                  | Antoni Paciorek                    | 1998        |
| Listy katolickie                                                      | Hugolin Langkammer                 | 2016        |
| Apokalipsa                                                            | Hugolin Langkammer, Jan Klinkowski | 2010        |

### Stary Testament
| Księgi                                        | Autor przekładu    | Rok wydania |
| --------------------------------------------- | ------------------ | ----------- |
| Księga Kapłańska                              | Antoni Tronina     | 2021        |
| Księga Powtórzonego Prawa                     | Janusz Lemański    | 2022        |
| Księga Ezdrasza. Księga Nehemiasza            | Hugolin Langkammer | 2000        |
| Pierwsza i Druga Księga Kronik                | Hugolin Langkammer | 2001        |
| Pierwsza i Druga Księga Machabejska           | Józef Homerski     | 2001        |
| Księga Tobiasza. Księga Judyty. Księga Estery | Antoni Tronina     | 2001        |
| Księga Hioba                                  | Antoni Tronina     | 2021        |
| Księga Psalmów                                | Antoni Tronina     | 2021        |
| Pieśń nad Pieśniami                           | Krzysztof Bardski  | 2024        |
| Księga Mądrości                               | Marcin Zieliński   | 2023        |
| Księga Izajasza                               | Lech Stachowiak    | 1991        |
| Księga Jeremiasza                             | Lech Stachowiak    | 1997        |
| Księga Ezechiela                              | Józef Homerski     | 1998        |
| Księga Daniela                                | Józef Homerski     | 1995        |
| Księga Jonasza                                | Piotr Jaworski     | 2022        |
| Księga Habakuka                               | Krystian Malec     | 2023        |
| Księga Malachiasza                            | Piotr Jaworski     | 2023        |